# Jardín Botánico Villa Taranto

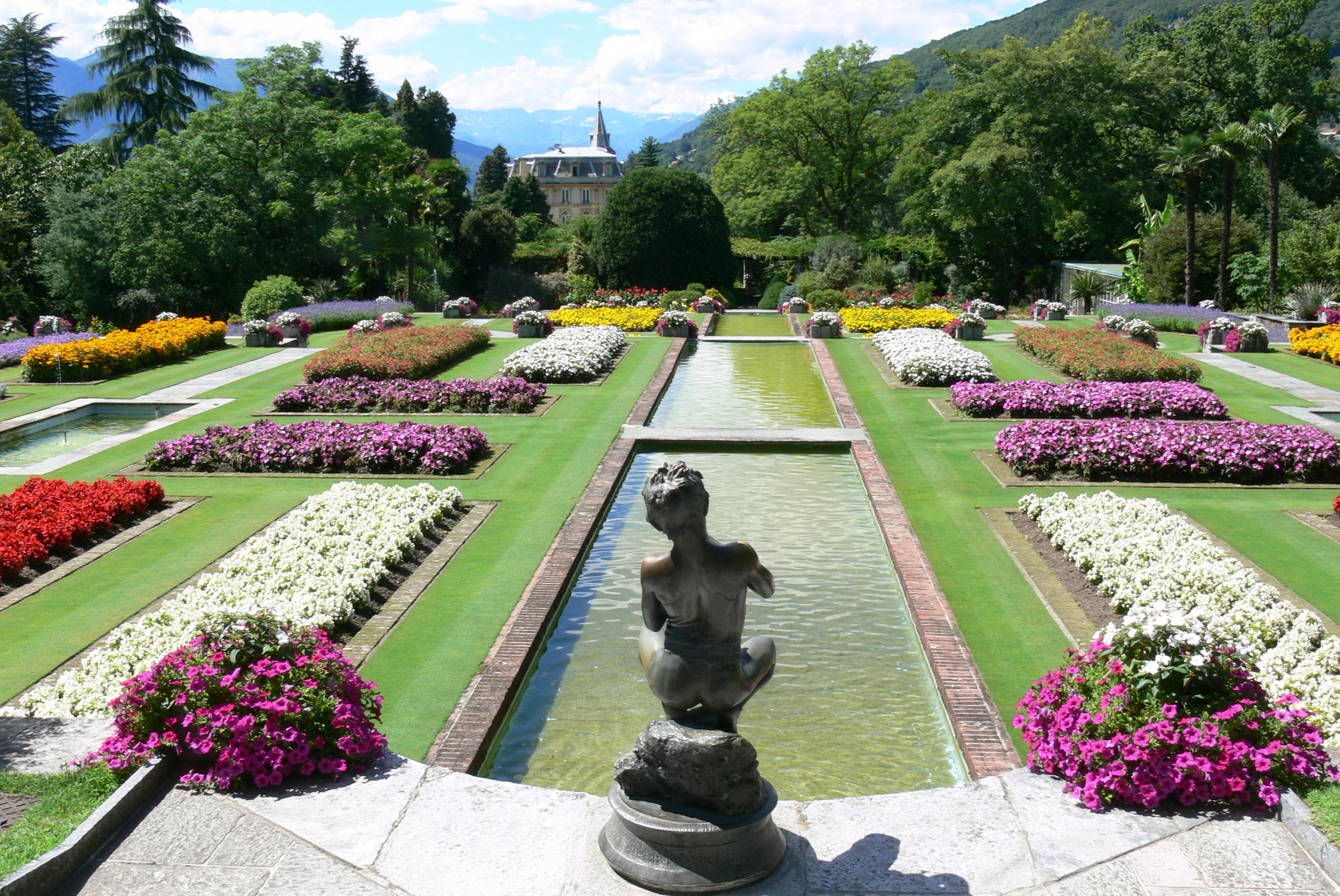
Vista de los estanques centrales de Villa Tаrantо

El Jardín Botánico Villa Taranto (en  italiano: Giardini Botanici Villa Taranto), es un jardín botánico de 16 hectáreas de extensión, situado en Pallanza, Italia. 

## Localización
Se ubica sobre la orilla occidental del lago Mayor en Verbania, en la parte noreste del promontorio Castagnola, entre las localidades de Pallanza e Intra. 
Giardini Botanici Villa Taranto, Pallanza, provincia de Verbano-Cusio-Ossola (VCO), Piamonte, Italia.45°56′0″N 08°32′0″E / 45.93333, 8.53333
Abre al público a diario y cobran una tarifa de entrada.

## Historia
Una figura clave en la historia de los jardines de Villa Taranto es Neil McEacharn, el capitán de origen escocés, muy aficionado a la botánica y enamorado de Italia, un país que había visitado por primera vez en su juventud. 
En 1928 McEacharn regresó a Italia con la intención específica de lanzarse a la búsqueda de tierras aptas para el desarrollo y la preparación de un gran jardín, pero por el momento no puede encontrar ofertas satisfactorias. 
En 1930, tras la publicación en el diario británico "The Times" con este anuncio, tiene la capacidad de compra de la propiedad de la marquesa de San Elías "La Crocetta", construida en Pallanza, en el promontorio de la Castagnola. 

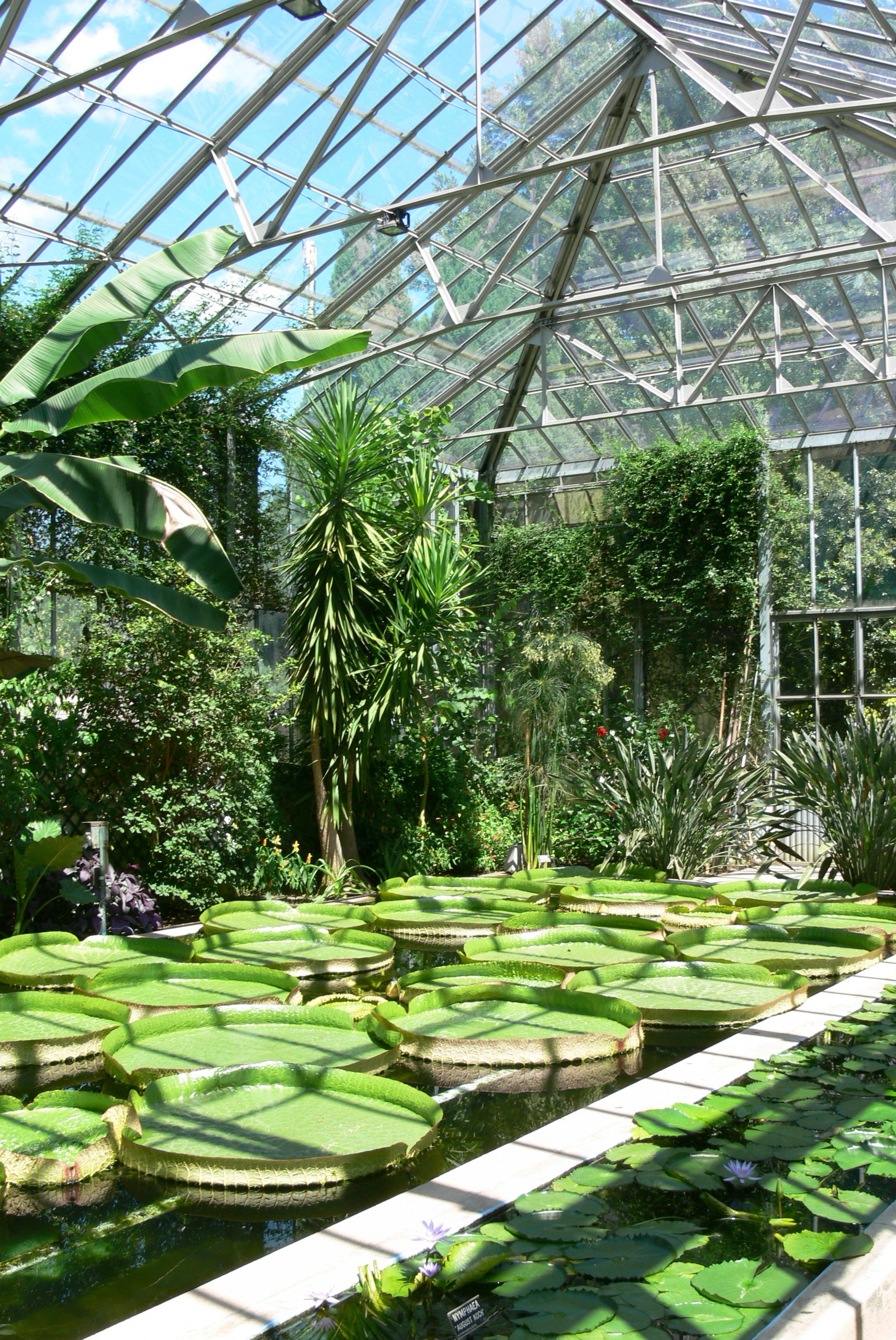
Invernaderos con Victoria cruziana.

El propósito de esta compra en suelo italiano era para dar vida a su mayor ambición la de transformar esta zona en uno de los más famosos jardines botánicos en el mundo. El trabajo de conversión se llevó a cabo desde 1931 hasta 1940, y McEacharn rebautizó esta propiedad como Villa Taranto, en honor de su antepasado Mc Donald, quién fue nombrado duque de Tarento (Taranto) por Napoleón. 
La Crocetta, construida en 1880 por el conde "d'Orsetti", tuvo características estilísticas, arquitectónicas y de espacio completamente diferentes de la Villa Taranto, la propiedad tenía unas características destacables de arquitectura nórdica y las especies vegetales presentes se limitaban a las especies comunes de la zona, como los castaños (de los que toma el nombre del lugar), algarrobos y bambús. El territorio fue mucho menos extenso y necesitaba de una profunda reestructuración en general. 
Lo que hace que reduzca en más de 2000 árboles de los árboles originales, y emprendió cambios substanciales en el paisaje, incluyendo la adición de unas importantes instalaciones de suministro de agua en las que se utilizan 8 kilómetros de tuberías. Los jardines se abrieron al público en 1952, y después de la muerte de McEacharn en 1964 han sido administrados por una organización no lucrativa.
Actualmente la casa no está abierta al público y tiene de función el ser la sede de la Prefectura de la provincia de Varese desde 1996.

## Colecciones
Actualmente los jardines albergan unas 24,000 variedades de plantas que representan a más de 3,000 especies, que se pueden admirar a lo largo de unos 7 km de senderos.
Son de destacar sus colecciones de:  
- Colección de azaleas,
- Colección de cornus,
- Invernaderos con Victoria amazonica,
- Dahlias con unos 300 tipos.
- Herbario
- Mausoleo del fundador.

Entre las especies destacables Victoria cruziana, Metasequoia glyptostroboides, папороть Dicksonia antarctica, Emmenopterys henryi, Brunfelsia undulata, Hydrangea quercifolia, Rubiaceae,  Acer palmatum var. Mc Eacharn

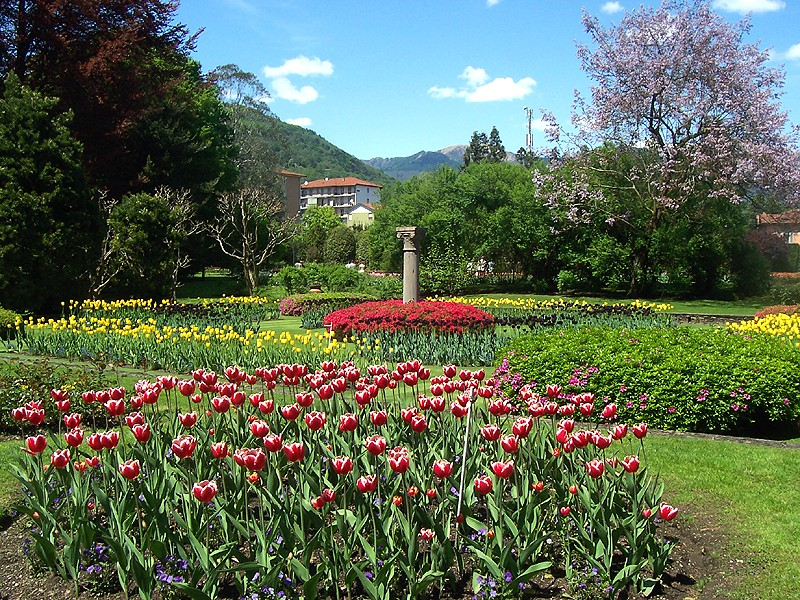
340VillaTaranto
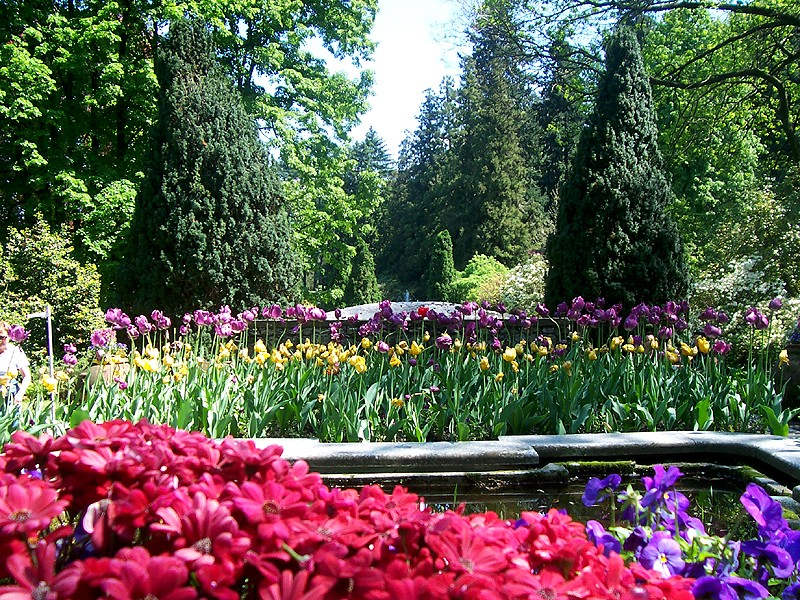
350VillaTaranto
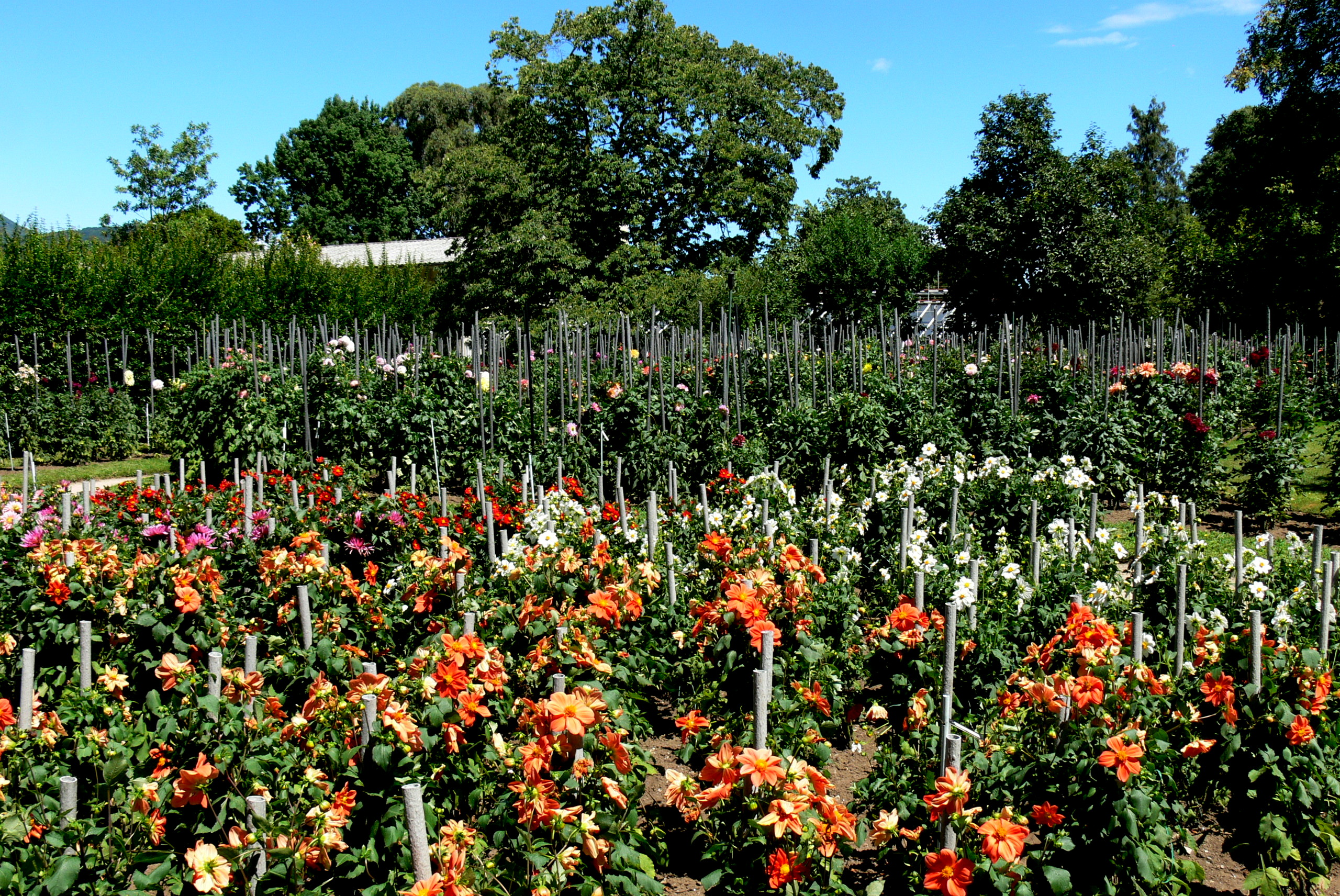
La colección de Dalias

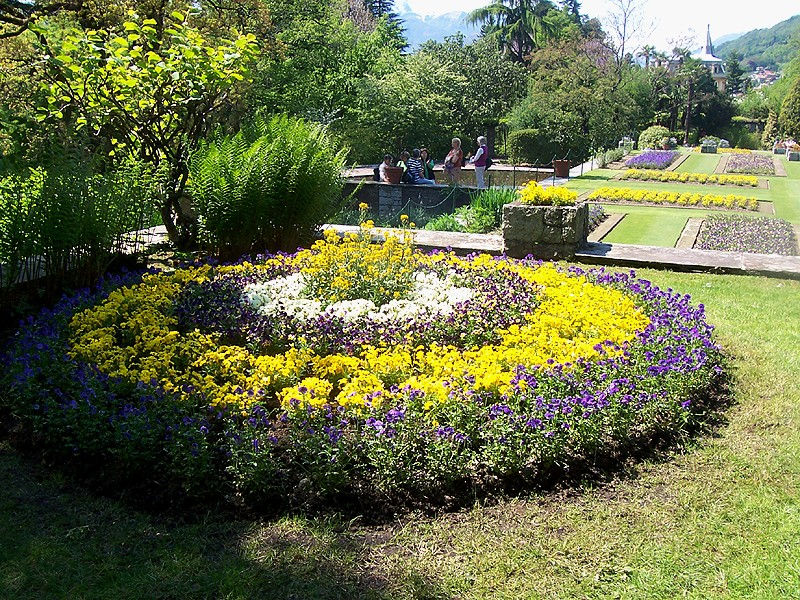
Parterres de Villa Taranto
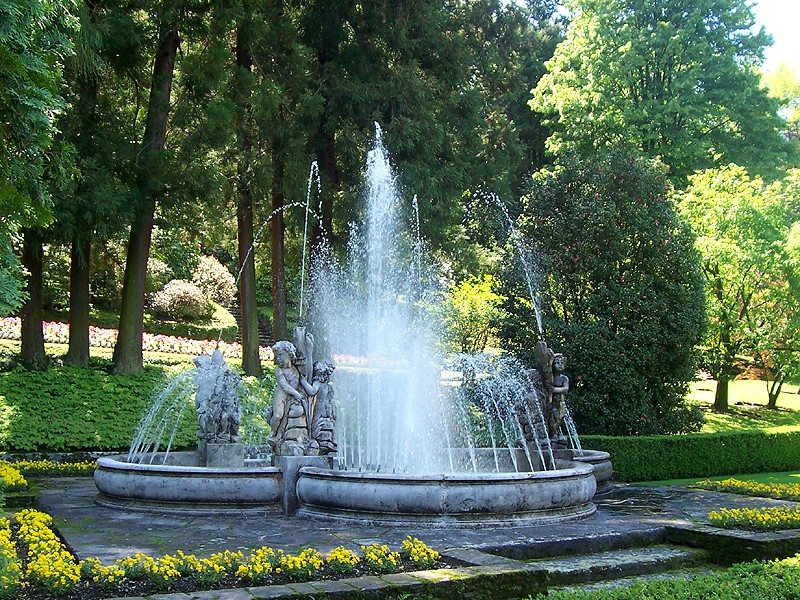
Una de las fuentes
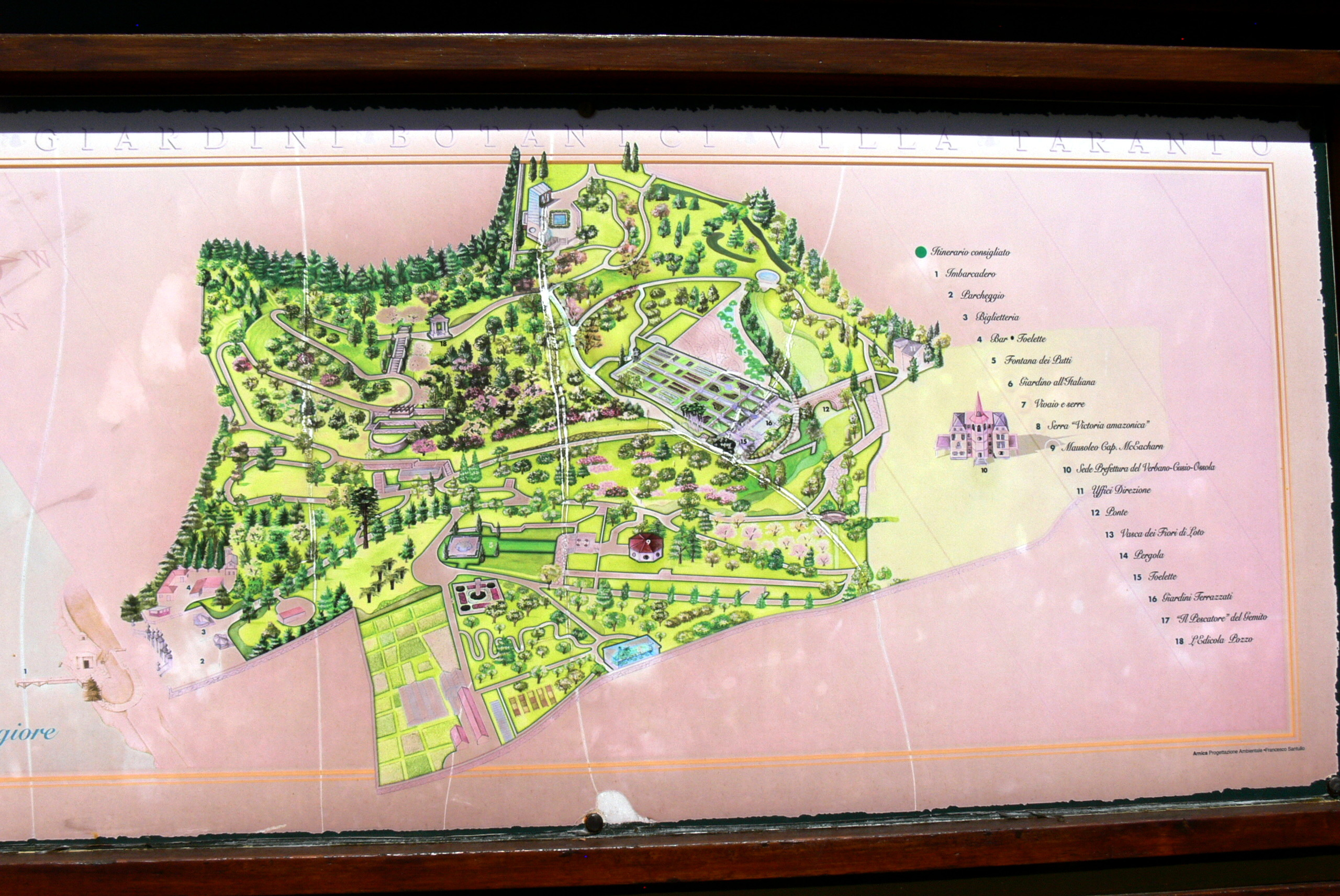
Plano del jardín de Villa Taranto

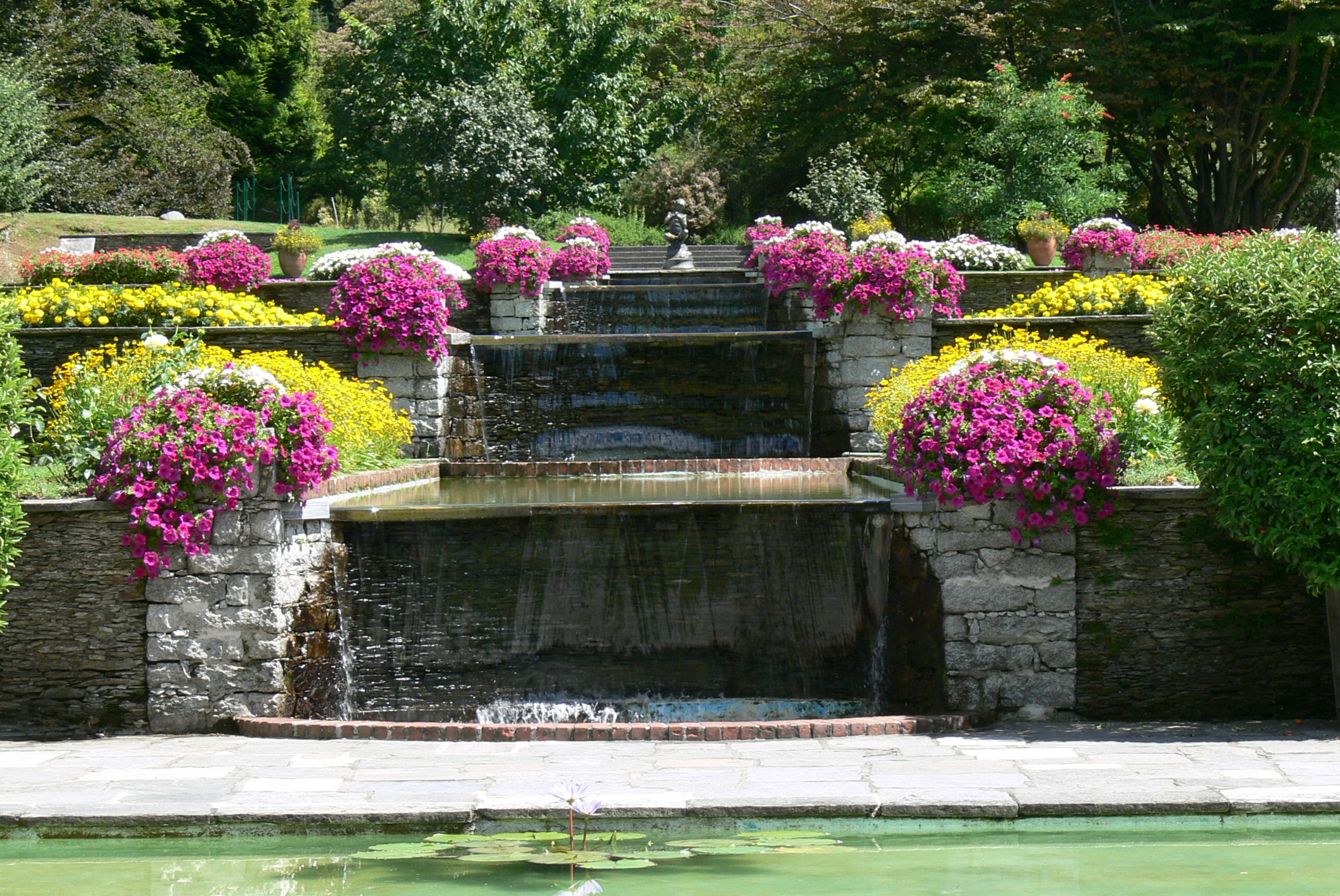
Terraza del jardín de Villa Taranto
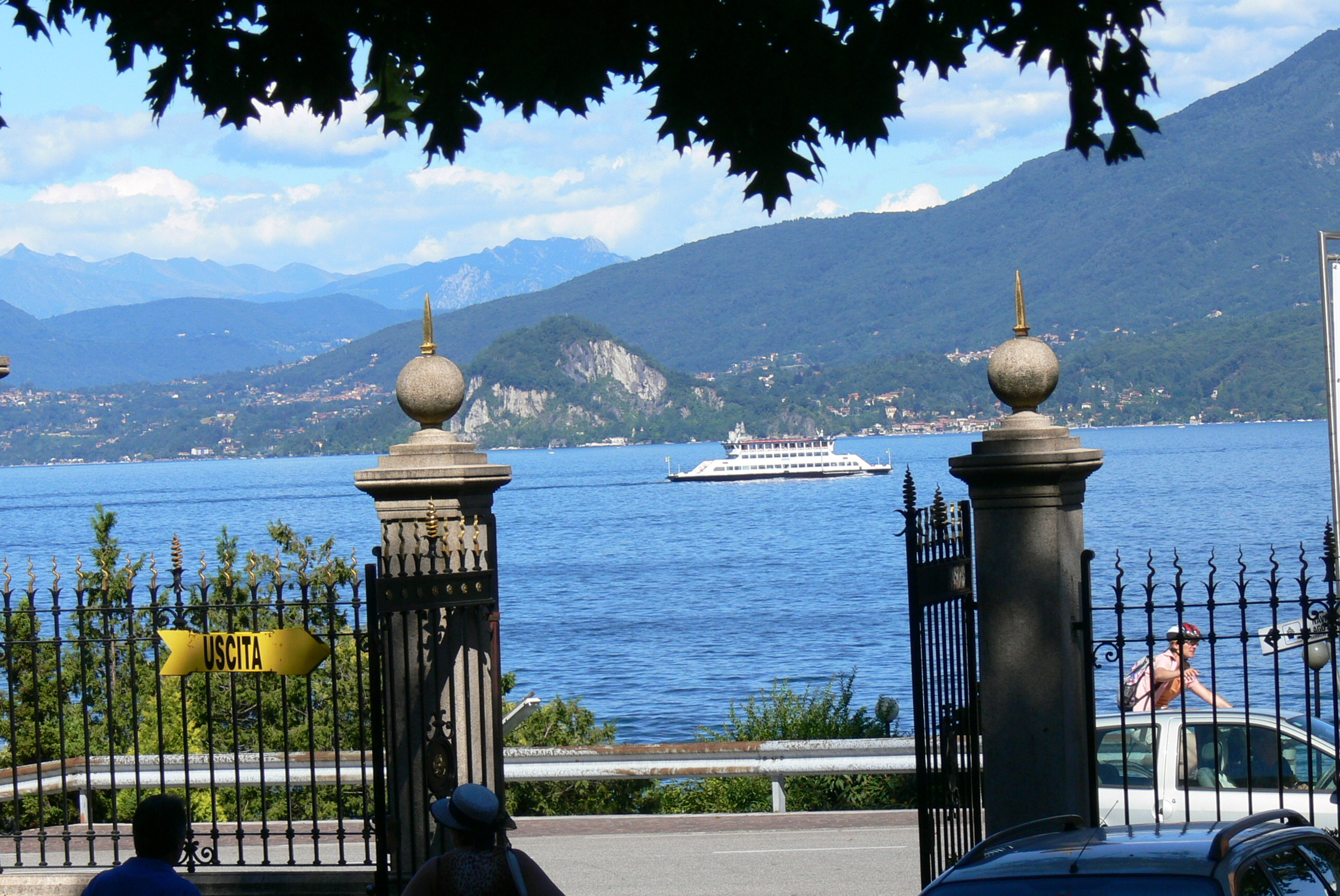
Vista sobre el Lago Mayor desde Villa Taranto
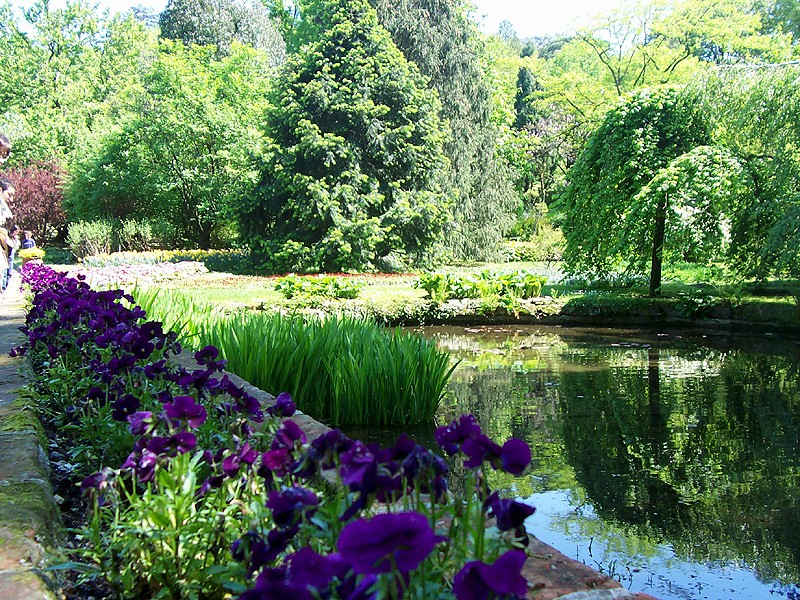
Una de las charcas de Villa Taranto

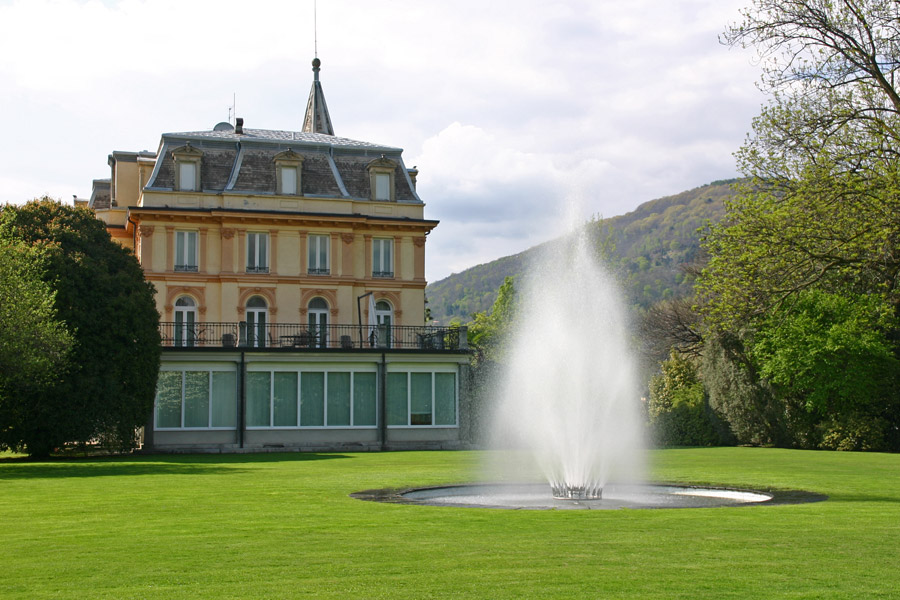
Verbania - VillaTaranto
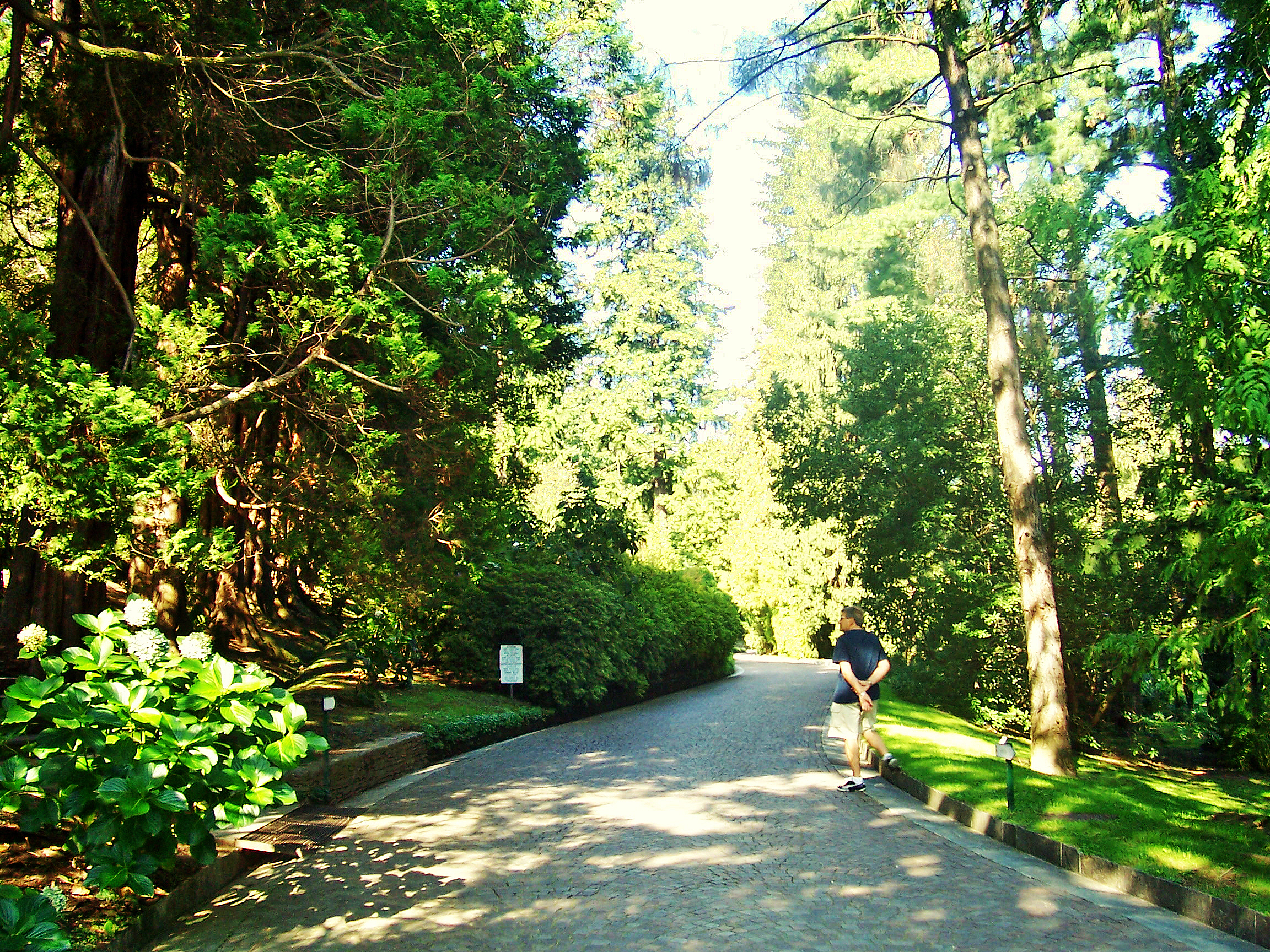
Paseo en el jardín botánico
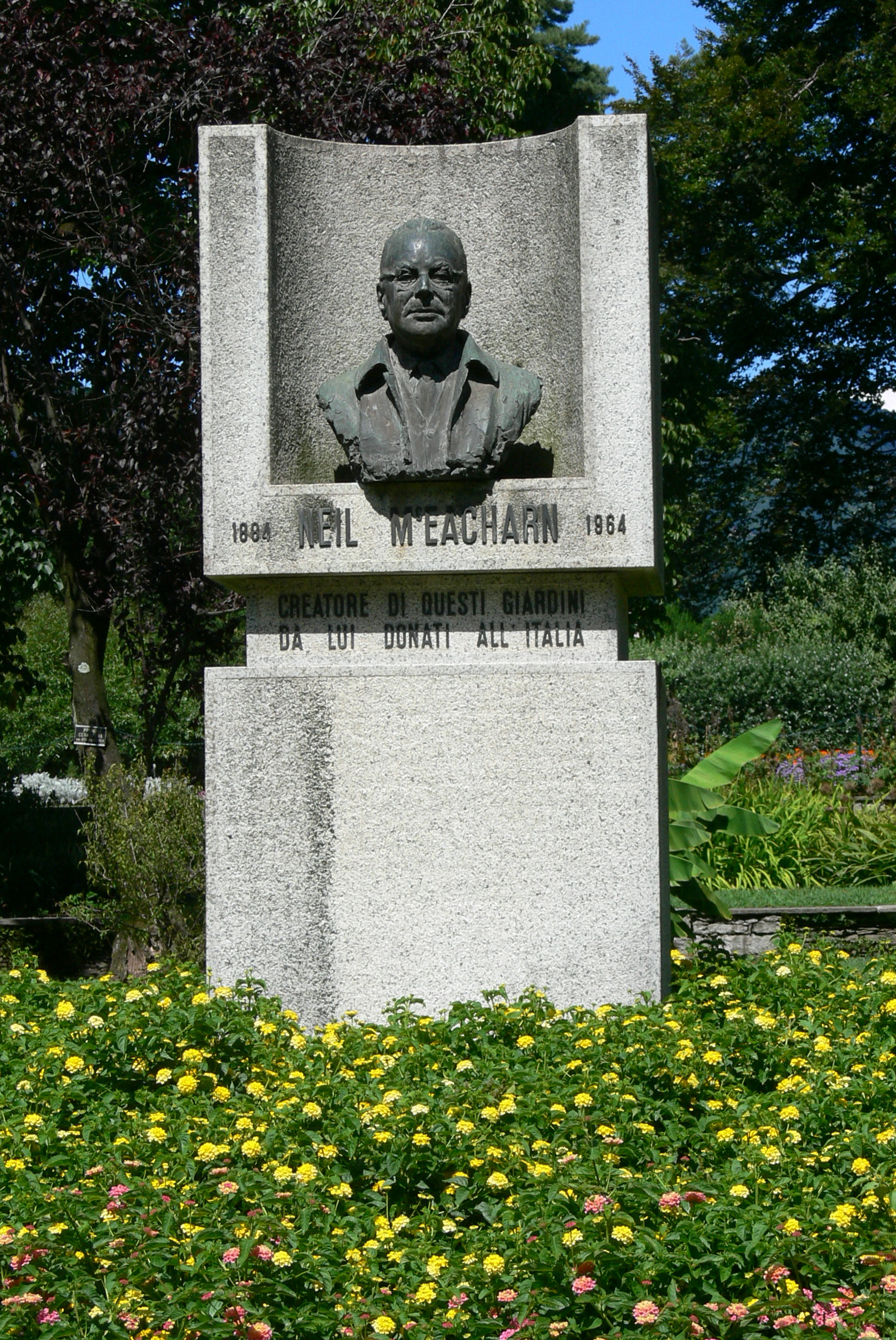
Monumento en Villa Taranto